# Гюго Клаус
Гюго Мауріс Жульєн Клаус (нід. Hugo Maurice Julien Claus; 5 квітня 1929 — 19 березня 2008) — бельгійський нідерландськомовний поет, прозаїк, драматург, режисер театру і кіно. Лауреат численних національних і європейських нагород. Клаус багато років входив у шорт-лист кандидатів на  Нобелівську премію з літератури. Жив і працював у Бельгії, Франції, Італії. Перші твори Клауса вийшли друком, коли йому було 19 років і відтоді він написав тисячі віршів, десятки п'єс і більше 20 романів, найвизначніший з яких — «Смуток Бельгії», створений у  1983-му році.

## Життя і творчість
Гюго — первісток в родині друкаря Йозефа Клауса і Гермени Вандерлінден в Брюгге,Західна Фландрія. В лютому 1931 року народився його брат Гідо, в січні 1934 — Одо та Йоган (листопад 1938). Пізніше родина переїхала в Астене, комуна Дейнзе, Східна Фландрія, рідне село матері Гюго.
Гюго Клаус навчався в Інтернаті в Еке, селі неподалік містечка Назарет, Східна Фландрія. З 1933 по 1939 Клаус навчався в пансіонаті Святого Йосипа в Альебеке, комуна Кортрейк, Західна Фландрія. Під час війни, з 1939 по 1944 отримував середню освіту в коледжі Св. Аманда в м. Кортрейк, а потім в Астене.
В 1946 року перебрався жити з товаришом і митцем Антон де Клерк в Сінт-Мартенс-Лєрне, комуна Дейнзе звідки їздив на навчання в м.Гент в Королівській Академії Образотворчого Мистецтва і починає писати вірші, малювати і хоче стати актором.
В 18 років (1947 р.) виходить друком його перша збірка віршів, яку надрукував його батько в своїй друкарні.
З 1950 по 1952 живе в Парижі де бере участь в об'єднанні авангардистів CoBrA. В 1950 році його дебют, як новеліста — виходить друком перший роман, De Metsiers.
З 1953 по 1955 Гюго Клаус проживає в Італії, де його дівчина Еллі Оверзір (нар. 1928 р.) знімається в кількох фільмах. Вони побралися 1955, в 1963 році Еллі народила сина Томаса. В ранніх 1970-х має роман з акторкою Сільвією Крістель, яка 1975 року народила від нього сина Артура. В 1977 році ці стосунки завершуються.
Гюго Клаус вважався одним з найбільш важливих письменників свого часу. Найважливішою його працею є Смуток Бельгії, виданий у 1983 році. Окрім прози і поезії Гюго Клаус писав п'єси. Його драматургічний доробок складає 35 оригінальних праць і 31 переклад з англійської, грецької, латини, французької та іспанської. Також Клаус написав текст коміксу «Пригоди бельгійця». Гюго Клауса багато разів висували на  Нобелівську премію з літератури. Окрім літератури Клаус займався малюванням, а також зрежисерував декілька фільмів.
Наприкінці життя Клаус страждав від  хвороби Альцгеймера і попросив закінчити своє життя внаслідок евтаназії. Ця процедура є легальною в Бельгії і його життя закінчилося в Антверпені 19 березня 2008 року. Евтаназія викликала критику Бельгійської католицької церкви.